# Union soviétique aux Jeux paralympiques
L’Union des républiques socialistes soviétiques ne participe qu'à deux éditions des Jeux paralympiques, peu avant la dissolution du pays.
Longtemps, l'URSS et l'ensemble du bloc de l'Est ne manifestent aucun intérêt pour les Jeux paralympiques, établis en 1960. Le pays refuse d'organiser les Jeux paralympiques d'été de 1980, à la suite des Jeux olympiques cette année-là à Moscou. Les handicapés en Union soviétique sont encore, à cette date, marginalisés, « généralement stigmatisés », voire « purement et simplement écartés dans des instituts spécialisés ». Néanmoins, la Hongrie, la Pologne, la Roumanie, la Tchécoslovaquie et la Yougoslavie, nations d'Europe de l'Est, participent aux Jeux paralympiques à partir de 1972, et (à l'exception de la Roumanie) sont donc présentes aux Jeux de 1980, organisées finalement à Arnhem, aux Pays-Bas. Elles sont suivies notamment par l'Allemagne de l'Est et par la Chine à partir de 1984. L'Union soviétique rejoint finalement le mouvement paralympique, à temps pour ce que seront les derniers Jeux avant l'éclatement de l'URSS. En 1988 sont organisés à la fois des Jeux d'hiver (en janvier à Innsbruck, en Autriche) et des Jeux d'été (à Séoul, en octobre). L'URSS effectue à ces deux éditions des Jeux sa première et sa dernière participation aux Jeux paralympiques.
Les athlètes soviétiques, au nombre de vingt-deux, remportent vingt-et-une médailles d'or, vingt d'argent et quinze de bronze lors de leur unique participation aux Jeux d'été, à Séoul. Tous concourent exclusivement aux épreuves pour athlètes aveugles ou malvoyants. Vadim Kalmykov (malvoyant) est l'athlète soviétique le plus titré, avec quatre médailles d'or en athlétisme. Les Soviétiques participent uniquement aux épreuves d'athlétisme (d'où proviennent l'ensemble de leurs médailles d'or) et de natation. Aux Jeux d'hiver à Innsbruck, la délégation soviétique est composée de huit athlètes, là aussi tous aveugles ou malvoyants, uniquement en ski de fond ; Valentina Grigoryeva (aveugle) y remporte deux médailles de bronze, et reste la seule athlète soviétique à être jamais montée sur un podium aux Jeux paralympiques d'hiver.
Après la dissolution de l'Union soviétique en 1991, les anciennes républiques soviétiques envoient une délégation commune (appelée « Équipe unifiée (en) ») aux Jeux paralympiques d'hiver et d'été de 1992 ; avec des sélections d'athlètes plus nombreuses et plus diverses qu'en 1988, ils s'y classent respectivement troisièmes et huitièmes.
| Année                             | Athlètes          | Médaille d'or, Jeux olympiques | Médaille d'argent, Jeux olympiques | Médaille de bronze, Jeux olympiques | Total             | Rang              |
| Rome 1960 à Stoke Mandeville 1984 | N'a pas participé | N'a pas participé              | N'a pas participé                  | N'a pas participé                   | N'a pas participé | N'a pas participé |
| Séoul 1988                        | 22                | 21                             | 20                                 | 15                                  | 56                | 12e               |
| Total                             |                   | 21                             | 20                                 | 15                                  | 56                | 42e               |

| Année                              | Athlètes          | Médaille d'or, Jeux olympiques | Médaille d'argent, Jeux olympiques | Médaille de bronze, Jeux olympiques | Total             | Rang              |
| Örnsköldsvik 1976 à Innsbruck 1984 | N'a pas participé | N'a pas participé              | N'a pas participé                  | N'a pas participé                   | N'a pas participé | N'a pas participé |
| Innsbruck 1988                     | 8                 | 0                              | 0                                  | 2                                   | 2                 | 14e               |
| Total                              |                   | 0                              | 0                                  | 2                                   | 2                 | 27e               |

Champions paralympiques

Les huit champions paralympiques soviétiques sont tous des athlètes aveugles ou malvoyants, et ont tous remporté leurs médailles d'or aux épreuves athlétisme aux Jeux paralympiques d'été de 1988. Parmi eux, certains (Guirnus, Jouravliova, Mokhir, Riabochtan) n'ont concouru qu'aux Jeux de 1988 ; Tamara Pankova a participé à l'équipe unifiée de 1992 avant de cesser sa carrière ; Oleg Chepel et Rimma Batalova ont par la suite représenté la Russie, respectivement jusqu'en 2000 et jusqu'en 2008, tandis que Vadim Kalmykov participe aux Jeux de 2000 après douze ans d'absence, représentant l'Ukraine. Dans le tableau ci-dessous, qui liste les médailles d'or soviétiques, 'B1' indique une cécité totale, tandis que 'B2' et 'B3' indiquent des degrés de handicap visuel.
| Nom                | Épreuve                    | Résultat           | Total des médailles remportées pour l'URSS | Médailles remportées pour l'Équipe unifiée, la Russie ou l'Ukraine |
| ------------------ | -------------------------- | ------------------ | ------------------------------------------ | ------------------------------------------------------------------ |
| Rimma Batalova     | 400 m femmes B2            | 59 s 79 (RP)       | 2 0 1                                      | 11 2 1                                                             |
| Rimma Batalova     | 800 m femmes B2            | 2 min 18 s 05 (RP) | "                                          | "                                                                  |
| Oleg Chepel        | Saut en hauteur hommes B3  | 1,81 m RP          | 3 0                                        | 2 0 3                                                              |
| Oleg Chepel        | Saut en longueur hommes B3 | 6,61 m (RM)        | "                                          | "                                                                  |
| Oleg Chepel        | Pentathlon hommes B3       | 2 716 pts          | "                                          | "                                                                  |
| Vitautas Guirnus   | Javelot hommes B1          | 44,16 m (RP)       | 2 0                                        | -                                                                  |
| Vitautas Guirnus   | Pentathlon hommes B1       | 2 390 pts          | "                                          | -                                                                  |
| Raissa Jouravliova | 100 m femmes B2            | 13 s 34 (RP)       | 3 1 0                                      | -                                                                  |
| Raissa Jouravliova | Saut en longueur femmes B2 | 5,22 m (RM)        | "                                          | -                                                                  |
| Raissa Jouravliova | Pentathlon femmes B2       | 2 290 pts          | "                                          | -                                                                  |
| Vadim Kalmykov     | Saut en hauteur hommes B2  | 1,81 m             | 4 0                                        | 0 0 1                                                              |
| Vadim Kalmykov     | Saut en longueur hommes B2 | 6,35 m             | "                                          | -                                                                  |
| Vadim Kalmykov     | Pentathlon hommes B2       | 3 096 pts          | "                                          | -                                                                  |
| Vadim Kalmykov     | Triple saut hommes B2      | 14,00 m (RP)       | "                                          | -                                                                  |
| Alexandre Mokhir   | 100 m hommes B2            | 11 s 72            | 2 1 0                                      | -                                                                  |
| Alexandre Mokhir   | Javelot hommes B2          | 50,84 m (RM)       | "                                          | -                                                                  |
| Tamara Pankova     | 400 m femmes B1            | 1 min 04 s 16      | 3 0                                        | -                                                                  |
| Tamara Pankova     | 800 m femmes B1            | 2 min 26 s 62 (RP) | "                                          | -                                                                  |
| Tamara Pankova     | 1 500 m femmes B1          | 5 min 14 s 49 (RP) | "                                          | -                                                                  |
| Victor Riabochtan  | 100 m hommes B1            | 11 s 86            | 2 0 1                                      | -                                                                  |
| Victor Riabochtan  | 400 m hommes B1            | 53 s 87            | "                                          | -                                                                  |